# FIBA World Cup MVP (femminile)
Il FIBA Women's World Cup MVP è il riconoscimento che la FIBA conferisce a ogni edizione dei campionati mondiali femminili alla miglior giocatrice del torneo.

## Vincitrici
| Edizione | Nazionalità | Nome            |
| -------- | ----------- | --------------- |
| 1998     | Russia      | Elena Baranova  |
| 2002     | Stati Uniti | Lisa Leslie     |
| 2006     | Australia   | Penny Taylor    |
| 2010     | Rep. Ceca   | Hana Machová    |
| 2014     | Stati Uniti | Maya Moore      |
| 2018     | Stati Uniti | Breanna Stewart |
| 2022     | Stati Uniti | A'ja Wilson     |